# Colours in the Dark
Albums de Tarja Turunen
What Lies Beneath
(2016) Left in the Dark
(2013)
Singles
1. Victim of Ritual
Sortie : 12 juillet 2013
2. 500 Letters
Sortie : 11 novembre 2013

Coulours in the Dark est le quatrième album studio de la chanteuse finlandaise Tarja Turunen et est sorti le 30 août 2013. Il est commercialisé le 30 août en Autriche, au Brésil, en Finlande, en Allemagne, en Espagne, au Portugal et en Suisse ; le 2 septembre en Norvège, en Pologne et en Tchéquie ; le 3 septembre aux États-Unis et au Canada ; et le 4 septembre en Belgique, au Danemark, aux Pays-Bas, en Suède et au Royaume-Uni.
L'album est mixé par Tim Palmer à Austin au Texas. La pochette et le nom de l'album viennent de l'idée que la vie contient une grande étendue de couleur et que le noir les contient et les absorbe toutes. Le 31 mai, un lyrics vidéo est réalisé à Zlin en Tchéquie pour la chanson Never Enough, afin que celle-ci sorte comme teaser,,. La chanson paraît comme premier single sur la plateforme d'écoute ITunes.  L'album est promu par la sortie des singles Victim of Ritual et 500 Letters qui sortent accompagnés de clips vidéos,. Pour promouvoir l'album Tarja Turunen lance le Colours in the Dark World Tour le 17 octobre 2013. En 2014, la chanteuse fait paraître Left in the Dark un EP parallèle contenant des exclusifs de l'album.
À sa sortie l'album se classe dans 14 pays et arrive en 5e place des charts finlandais, en 6e place des charts allemands, en 8e place des charts polonais et en 7e place des classements tchèques ; l'album devient disque d'or en République Tchèque et une récompense lui est offerte lors de son concert au Masters of Rock en 2016.

## Liste des pistes
1. Victim of Ritual
2. 500 Letters
3. Lucid Dreamer
4. Never Enough
5. Mystique Voyage
6. Darkness
7. Deliverance
8. Neverlight
9. Until Silence
10. Medusa

## Crédits
- Tarja Turunen - chant et piano

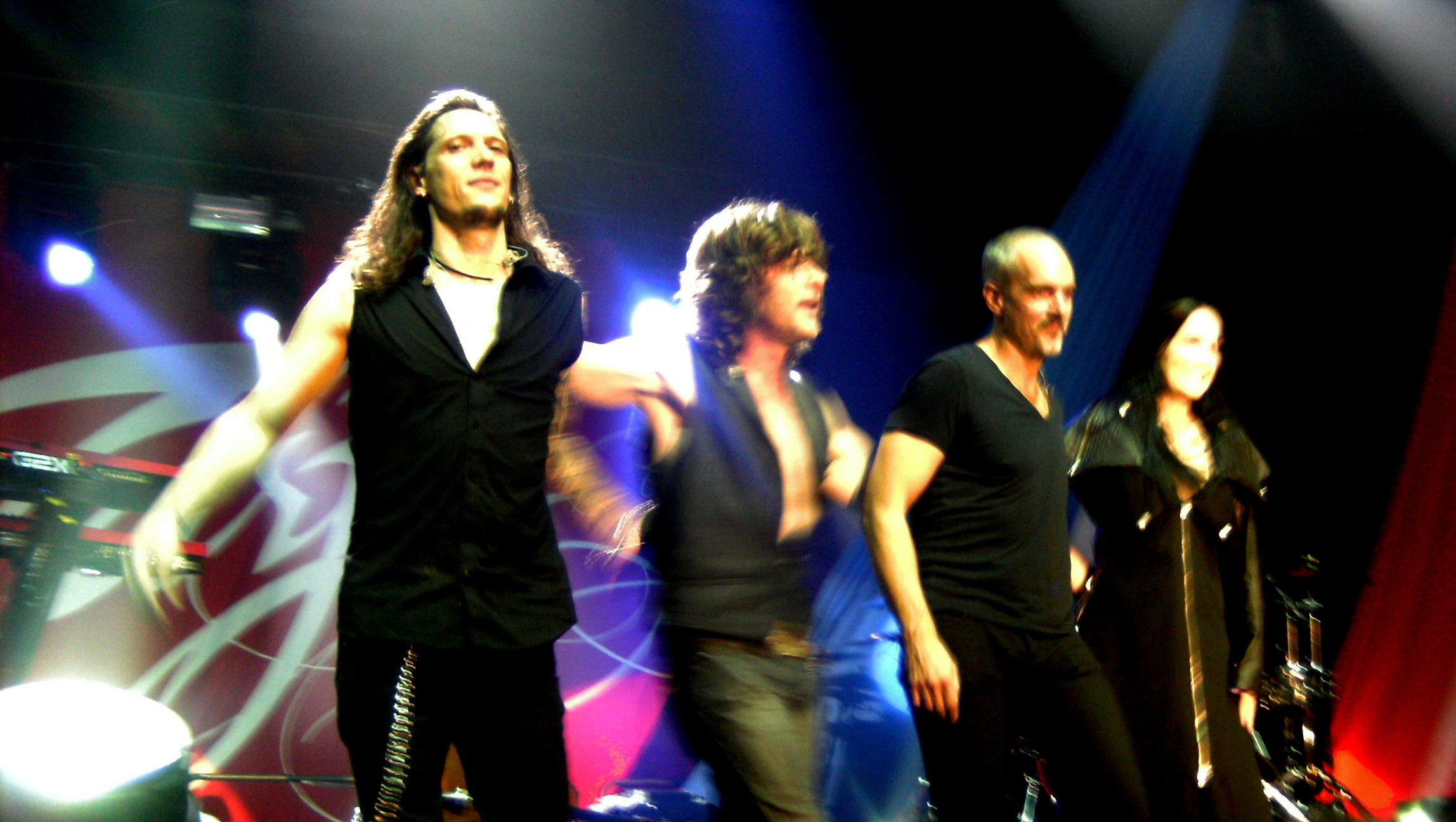
Tarja Turunen et ses musiciens à la fin d'un de leur concert lors du Colours in the Dark World Tour.

- Alex Scholpp, Julian Barrett - Guitare
- Kevin Chown, Doug Wimbish - basse
- Christian Kretschmar - clavier
- Mike Terrana - batterie
- Max Lilja - violoncelle